# Band Aid
Band Aid (Бэнд Эйд) — благотворительная супергруппа, собранная в 1984 году ирландским певцом, музыкантом и политическим активистом Бобом Гелдофом (на тот момент ещё членом группы Boomtown Rats) и Миджем Юром (лидером Ultravox) с целью собрать деньги для голодающих детей в Эфиопии.
В состав группы входили в основном музыканты из Великобритании — 40 крупнейших звёзд страны. Единственной принимавшей участие американской группой была Kool & the Gang.
В том же году группа записала и выпустила песню «Do They Know It’s Christmas?», вокалистами на которой были, в частности, Боно, Стинг, Рик Парфитт, Фил Коллинз (также сыгравший на ударных), Мидж Юр (также сыгравший на клавишных), Пол Янг, Бой Джордж, Ник Роудс и Джордж Майкл. Не в последнюю очередь благодаря снятому видеоклипу и призванной привлечь внимание к миссии кампании в прессе песня стала международным хитом, собрав более 10 миллионов долларов.
Песня была записана 25 ноября 1984 года в студии звукозаписи Sarm West Studios[en] в Ноттинг-Хилле, Лондон, и издана в Великобритании уже через несколько дней — в понедельник, 3 декабря.